# Xysticus ninnii
Xysticus ninnii là một loài nhện trong họ Thomisidae.
Loài này thuộc chi Xysticus. Loài này được Tord Tamerlan Teodor Thorell miêu tả năm 1872.